# Saint-Didier-sous-Aubenas
Saint-Didier-sous-Aubenas is een gemeente in het Franse departement Ardèche (regio Auvergne-Rhône-Alpes). De plaats maakt deel uit van het arrondissement Largentière. Saint-Didier-sous-Aubenas telde op 1 januari 2022 924 inwoners.

## Geografie
De oppervlakte van Saint-Didier-sous-Aubenas bedroeg op 1 januari 2022 2,76 vierkante kilometer; de bevolkingsdichtheid was toen 334,8 inwoners per km².
De onderstaande kaart toont de ligging van Saint-Didier-sous-Aubenas met de belangrijkste infrastructuur en aangrenzende gemeenten.

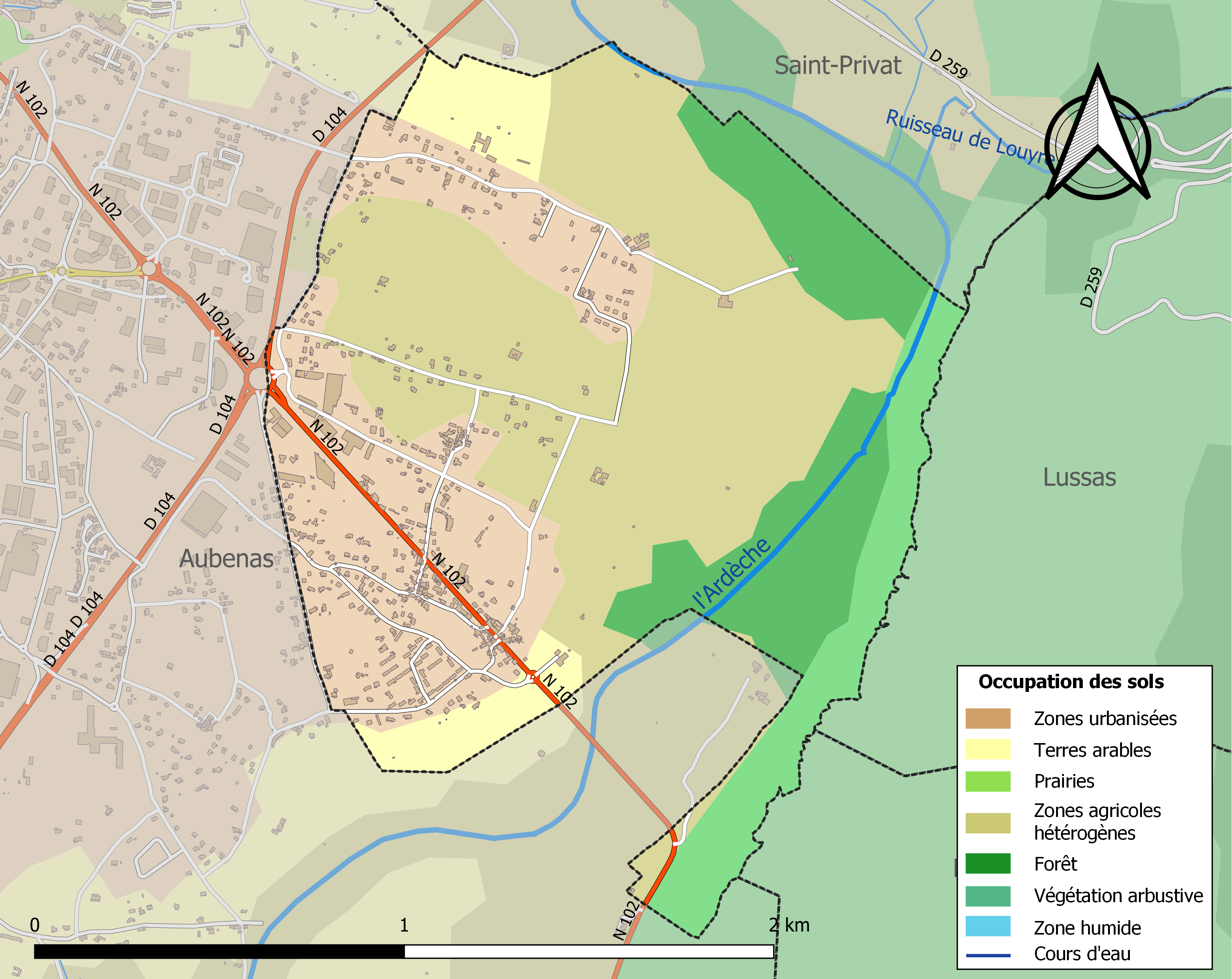

## Demografie
Onderstaande figuur toont het verloop van het inwonertal (bron: INSEE-tellingen).

Vanwege een beveiligingsprobleem met de MediaWiki Graph-software is het momenteel niet mogelijk deze grafiek weer te geven. Zodra de software is bijgewerkt zal de grafiek vanzelf weer zichtbaar worden.